# Вільям Рогелон
Вільям Рогелон (фр. William Roguelon) — французький фотограф агенції Wostok Press, ключовий свідок у справі обвинувачення Віталія Марківа у вбивстві італійського фотокореспондента Андреа Роккеллі у травні 2014 року поблизу міста Слов'янськ. 

## Біографія
Вільям Рогелон навчався на кінотехніка. Перший фоторепортажі зробив з сирійських таборів біженців у Туреччині в 2012 році. У 2013 році робить серію репортажів із Сирії. З вересня 2013 починає працювати у Wostok Press. У травні 2014 року приїхав у окупований російськими бойовиками Слов'янськ як фотокореспондент.
24 травня за ініціативи В. Рогелона, він разом з італійським журналістом Андреа Роккеллі, російським перекладачем Андрієм Мироновим та водієм таксі Євгеном Кошманом вирушили до підніжжя гори Карачун, де потрапили під обстріл. Машина, на якій вони їхали була обстріляна з автоматичної зброї, Андреа Роккеллі та Андрій Миронов загинули в результаті мінометного обстрілу, а водій та Вільям Рогелон були легко поранені.
На процесі обвинувачення Віталія Марківа Вільям Рогелон був головним свідком, за свідченнями якого Віталій Марків отримав 24 роки тюрми. Проте, впродовж п'яти років Рогелон неодноразово змінював свої свідчення. У 2014 році він заявляв, що не знає, хто стріляв. У 2016 та на суді у Павії - що це могла бути українська армія. Також на суді Рогелон заявив, що мав «чудові відносини» з проросійськими бойовиками. Усі звинувачення Рогелона проти українських військових базуються не на тому, що він бачив, а на власних особистих і суб'єктивних припущеннях.